# Duranta triacantha
Duranta triacantha là một loài thực vật có hoa trong họ Cỏ roi ngựa. Loài này được Juss. mô tả khoa học đầu tiên năm 1806.